# Sewera
Sewera – imię żeńskie pochodzenia łacińskiego, wywodzące się od słowa severa - "surowa, poważna". Patronką tego imienia jest św. Sewera z Trewiru, żyjąca w VII wieku.
Męski odpowiednik: Sewer.
Sewera imieniny obchodzi: 20 lipca.
Zobacz też:
- dynastia Sewerów